# Metaleptina coronata
Metaleptina coronata är en fjärilsart som beskrevs av Emilio Berio 1964. Metaleptina coronata ingår i släktet Metaleptina och familjen trågspinnare. Inga underarter finns listade i Catalogue of Life.